# Piazza Kléber

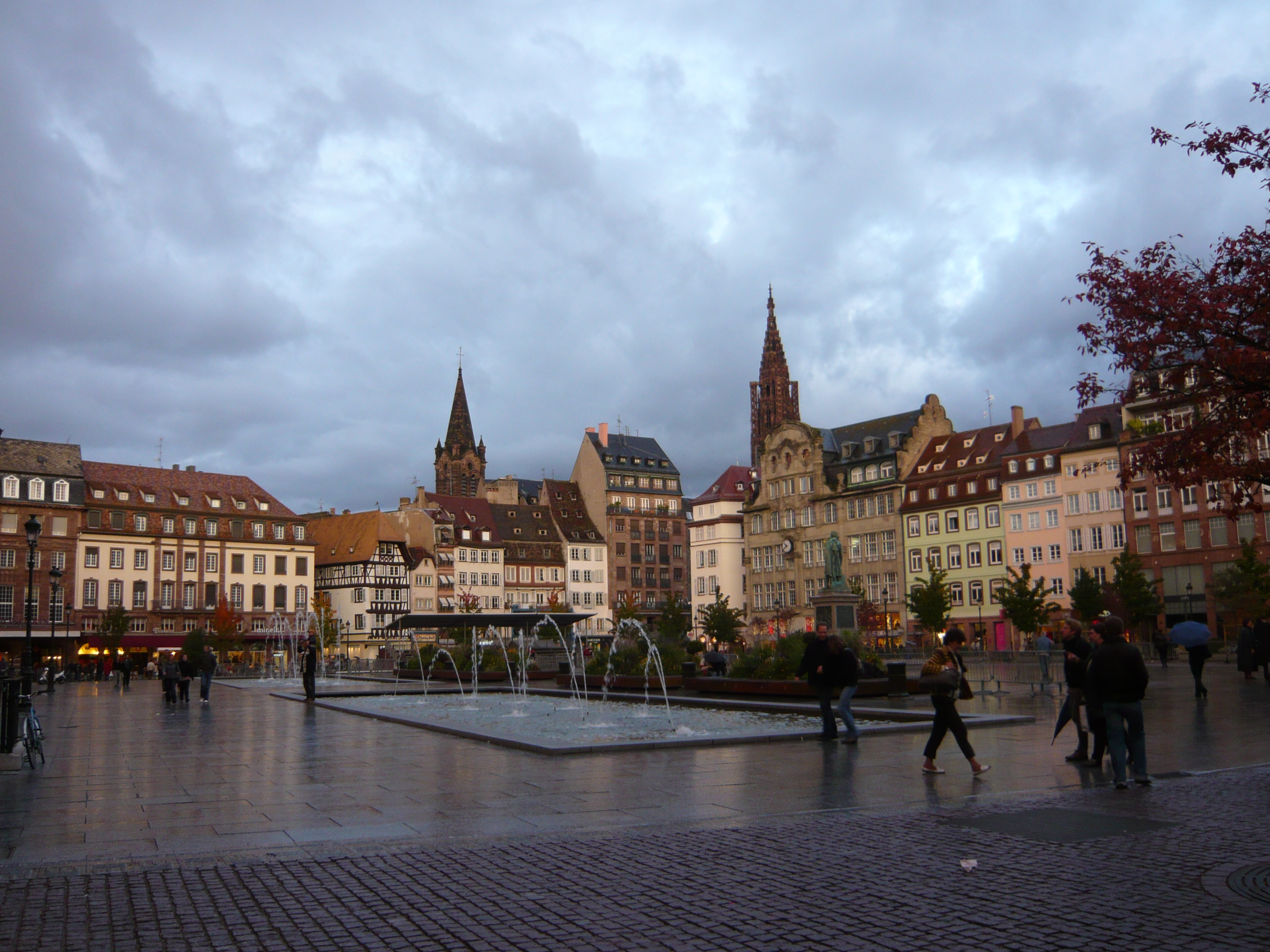
Place Kléber.

Piazza Kléber è la principale piazza pubblica nel centro di Strasburgo. 

## Piazza centrale
Fino a quando non è stata ristrutturata, la piazza era un punto di incontro per eventi importanti, organizzati o spontanei, come eventi sportivi (celebrazione della vittoria francese durante il Campionato mondiale di calcio del 1998, la finale della Coupe de la Ligue vinta nel 2005 dal Racing Club de Strasbourg), politici o di altro genere. 

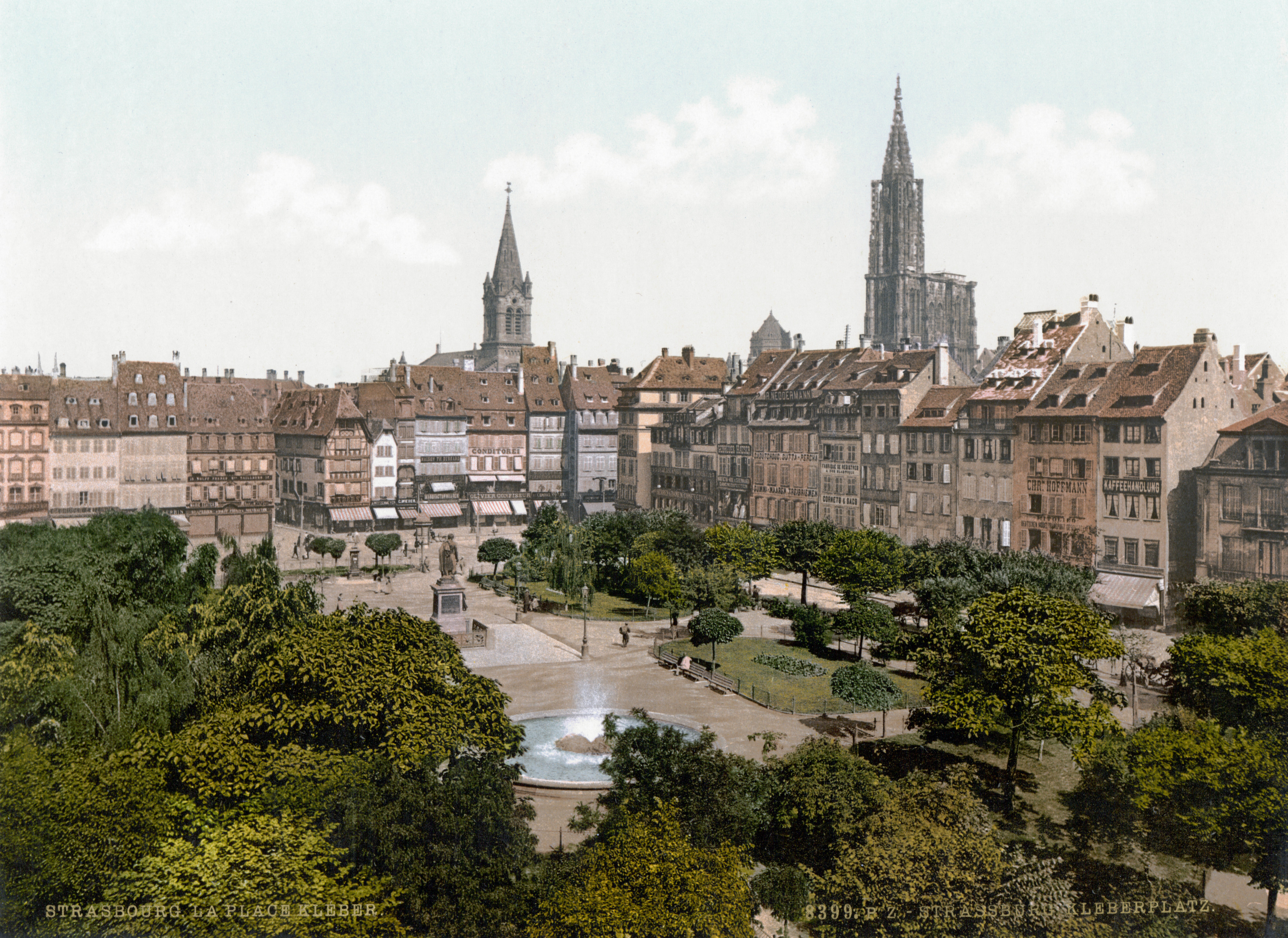
Piazza Kléber intorno al 1900

Precedentemente chiamata in tedesco Barfüßerplatz ("piazza dei piedi scalzi", a causa della presenza di un convento francescano andato distrutto tra il 1528 e il 1531) e allo stesso tempo "place des Cordeliers" in francese per lo stesso motivo divenne Waffenplatz nel XVII secolo, quindi piazza Kléber il 24 giugno 1840, all'inaugurazione del mausoleo alla gloria del generale di Strasburgo Jean-Baptiste Kléber, statua che lo rappresenta in piedi e sotto la quale, un tempo, si trovava la sua bara dal 1838. Dal giugno 1940 al novembre 1944, data della liberazione della città, il luogo fu ribattezzato Karl-Roos-Platz da Karl Roos (in francese Charles Roos), un autonomista alsaziano che si era avvicinato alle idee nazionalsocialiste durante il periodo tra le due guerre e che, accusato di spionaggio a favore della Germania, fu fucilato nel febbraio del 1940. 

## Storia
Dopo essere stata il cuore della vecchia rete di tram (1886 - 1960), e ampio parcheggio, la piazza è stata riqualificata, senza qualche polemica, nel 1994 dall'architetto Guy Clapot. 
Questa trasformazione è avvenuta nel contesto della pedonalizzazione del centro storico della città, nonché del ritorno dei tram, linee A e D, che attraversano il lato occidentale della piazza, nell'estensione di rue des Francs -Bourgeois. 
Fino al 2003, Place Kléber ospitava uno dei principali mercati della città, il mercoledì e il venerdì. 
Nel 2007 è stata completamente riqualificata (in concomitanza con la completa ristrutturazione dell'Aubette). Ora vi si trovano spazi verdi (secondo le specifiche del paesaggista Gilles Clément) e lunghe fontane d'acqua zampillante circondate da pietre gneiss. 

## Descrizione

### L'Aubette

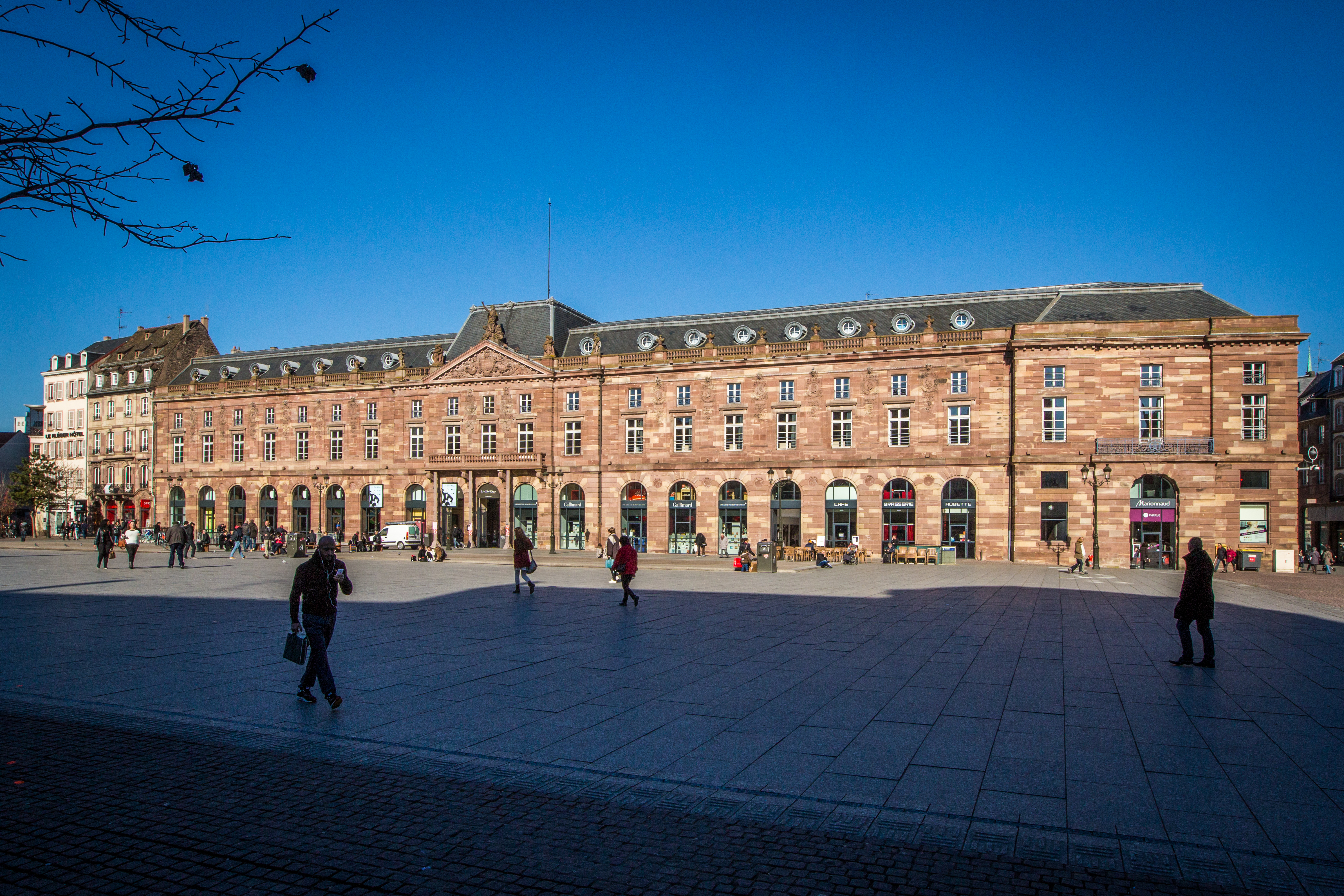
L'Aubette

La piazza è delimitata, sul fianco settentrionale, dall'Aubette, un edificio neoclassico costruito nel XVIII secolo come parte del piano di abbellimento di Blondel. 
Costruito nel 1778, l'Aubette, un magnifico e splendido palazzo in stile classico, era prima di tutto un corpo di guardia, il punto da cui venivano trasmessi gli ordini all'alba, da cui il suo nome. 
Conservatorio di musica verso la fine del XIX secolo, l'edificio ospitò quindi un complesso ricreativo, decorato nel 1928 dagli artisti Theo van Doesburg, Hans Arp e Sophie Taeuber-Arp. 
Nel 2008 Fabienne Keller ha ristrutturato l'Aubette con negozi e ristoranti su quasi 6.000 m² di superficie. 

### Statua di Kléber

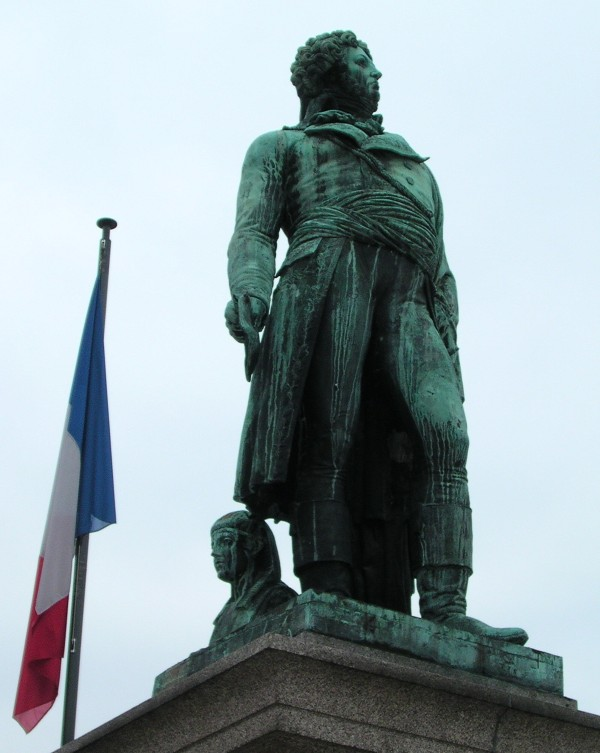
Statua di Kléber

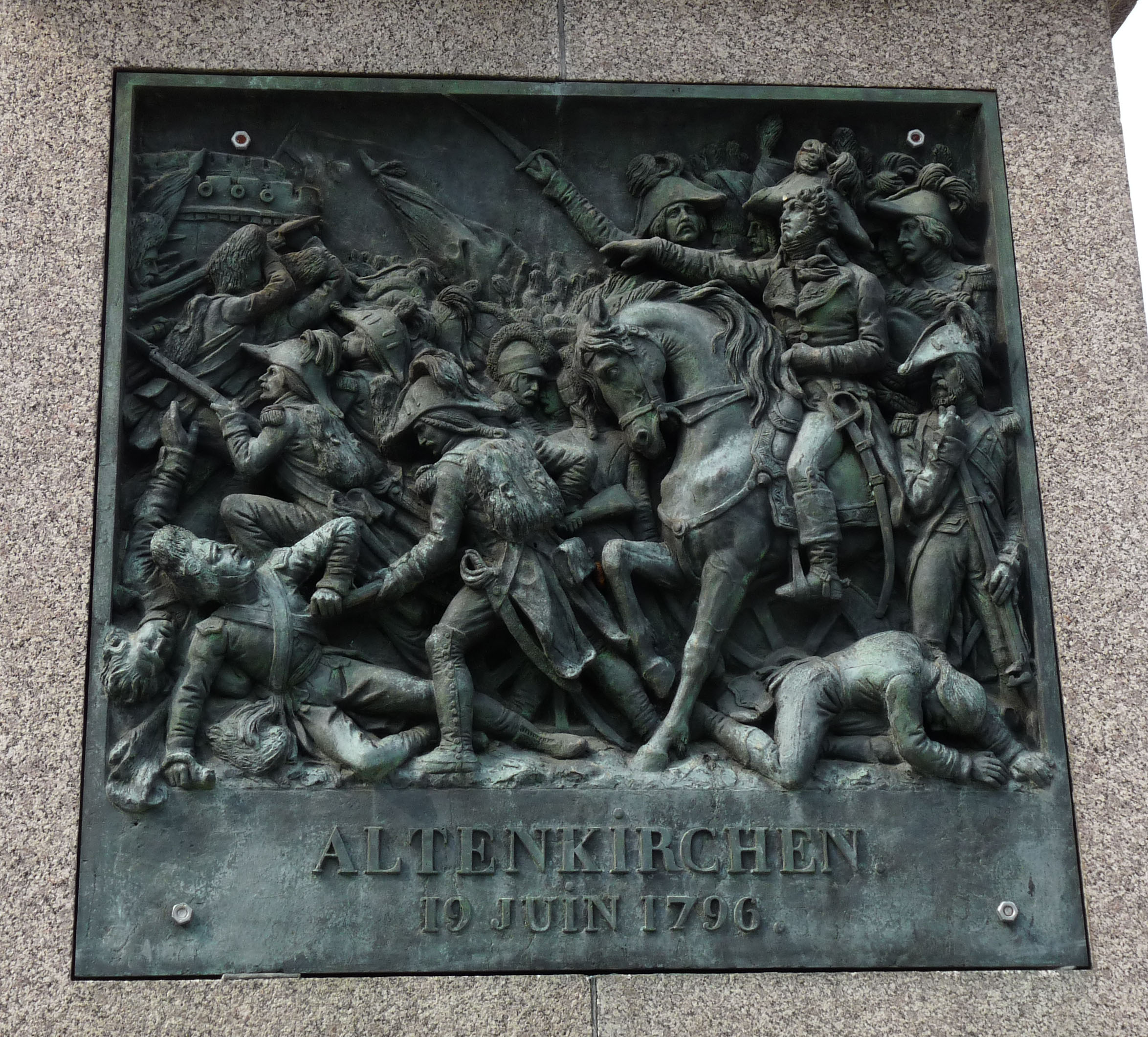
La battaglia di Altenkirchen: bassorilievo sulla base della statua

Il 14 giugno 1800, un giovane studente siriano, Soleyman el-Halaby, assassinò il generale Jean-Baptiste Kléber a Il Cairo. Il comandante supremo dell'esercito d'Egitto era al culmine della sua gloria: aveva ottenuto, tre mesi prima, la vittoria di Eliopoli, conquistando l'Alto Egitto ai turchi e agli inglesi. La gloria di Kléber superava quella di Bonaparte e il suo assassinio lo portò dalla gloria alla leggenda. La morte di Kléber mise in imbarazzo Bonaparte, non si doveva celebrare un funerale nazionale, ne addirittura dargli una sepoltura che potesse diventare molto rapidamente un luogo di pellegrinaggio repubblicano. Al Cairo, il corpo venne imbalsamato, posto in una bara di piombo, a sua volta collocata in una di quercia, e venne sepolto nella piazzaforte militare di Fort Ibrahim-Bey non lontano dal Cairo. Successivamente, a seguito della partenza dei francesi dall'Egitto, i resti vennero rimpatriati e portati nel castello d'If a Marsiglia, dove rimasero, quasi clandestinamente, durante il regno di Napoleone. Alla fine, nel 1818, su proposta del generale Damas, Luigi XVIII ordinò che le ceneri di Kléber fossero trasferite nella sua città natale, Strasburgo, dove furono sepolte nella Cattedrale. 
Il corpo di Kléber riposa, dal 15 dicembre 1838, in una cavità situata sotto la sua statua nel mezzo di Piazza Kléber. La statua, realizzata da Philippe Grass nel 1840, rappresenta il generale in piedi, con in mano la lettera dell'ammiraglio Keith che chiedeva la capitolazione delle truppe francesi. Kléber si rivolse alle sue truppe dicendo: “Soldati, rispondiamo a tale insolenza con le vittorie. Preparatevi a combattere." L'esercito turco, inviato dagli inglesi, fu sgominato dalle truppe di Kléber. L'inaugurazione di questa statua fu fatta con un certo imbarazzo dalle autorità dell'epoca. Era davvero il tempo della Monarchia di luglio, della riconciliazione e dell'oblio dei conflitti passati. La città organizzò quindi una grande festa per l'inaugurazione della statua di Gutenberg nell'omonima piazza, soggetto consensuale e unificatore, mentre l'inaugurazione della statua di Kléber fu fatta molto più discretamente dieci giorni prima, nel giugno 1840. 

### Maison Rouge

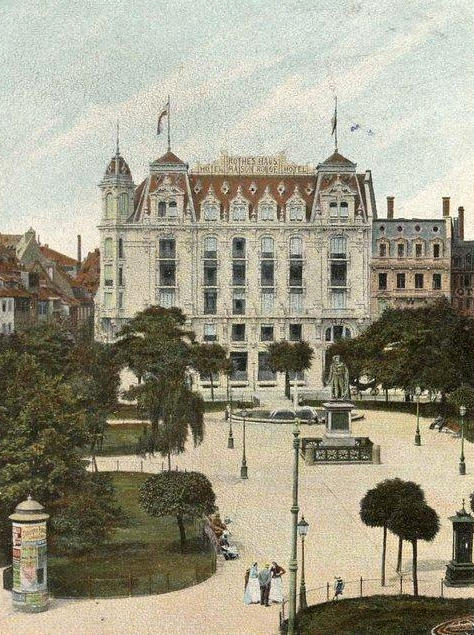
La Maison Rouge (1918)

Verso la fine del XIX secolo, in questo luogo, fu eretto, al 22-24 di piazza Kléber, un magnifico edificio in stile guglielmino, chiamato "la casa rossa". Verso la fine degli anni '60, fu presa la decisione di radere al suolo il complesso architettonico per costruire un centro commerciale. 
Fu eretto nel 1978 dall'architetto François Herrenschmidt in uno stile postmoderno, con un mosaico di grandi spazi vetrati e una superficie irregolare. 
L'edificio, chiamato anche «Maison Rouge» è ancora oggetto di controversia sulla distruzione del vecchio edificio. 

### Il grande albero di Natale

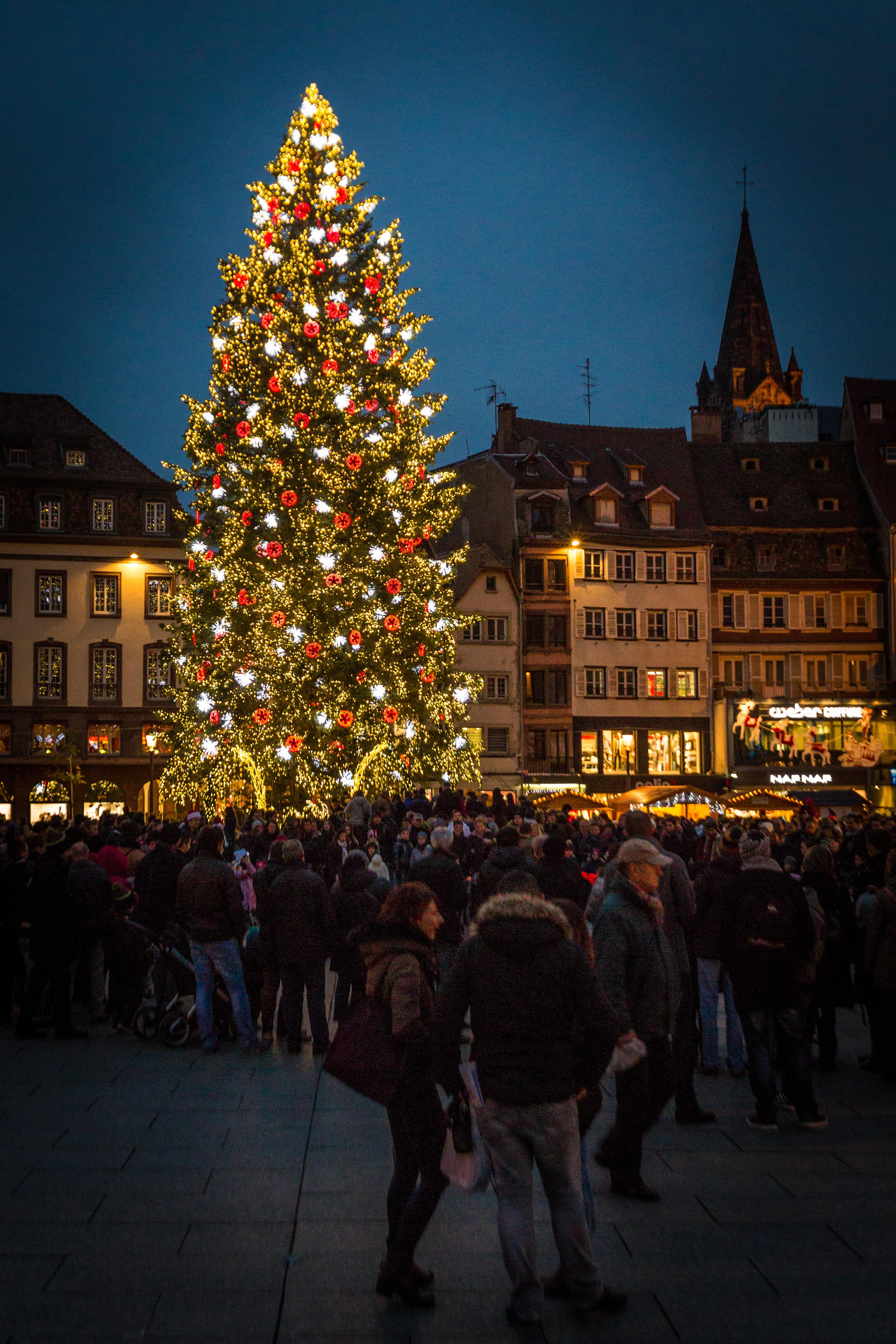
Il grande albero in Place Kléber con la sua decorazione nell'anno 2014.

In occasione del tradizionale Christkindelsmärik, il famoso mercatino di Natale di Strasburgo, sulla piazza viene posto un monumentale albero di Natale dei Vosgi nell'angolo sud-est. 

### Il caffè dell'amore
Installato per la prima volta durante l'edizione 2016 di Strasbourg mon amour, questo padiglione su Piazza Kléber è diventato l'emblema dell'evento. È in questo stand che si svolgono parte delle manifestazioni in occasione di San Valentino.